# Олень
О́лень (Cervus) — рід ссавців родини оленевих (Cervidae), велика жуйна тварина (свійська та дика) із гілчастими рогами і коротким хвостом. Рід налічує чотири види, а поширення включає Євразію, Північну Африку й Північну Америку.

## Назва
Cervus — латинська назва тварини. Назва олень походить із псл. *elenь, і, можливо, від іє. *el- — «рудий, коричневий».

## Види оленя
Олень благородний (східний) (Cervus elaphus) — один з наймінливіших видів ссавців. Під цим ім'ям прийнято об'єднувати багато підвидів і географічних рас, які раніше розцінювалися як самостійні види, що відрізняються один від одного розмірами, будовою рогів і деталями забарвлення. Проте, попри відмінності, всі ці олені, безумовно, належать до одного виду, який характеризується тим, що літнє хутро дорослих тварин не має плям; так зване «дзеркало» (світла пляма на задній частині тіла) велике і сягає крупа вище за основу хвоста.
Розрізняють такі сучасні види оленя:
- Олень біломордий (Cervus albirostris Przewalski, 1883) — Китай
- Вапіті (Cervus canadensis Erxleben, 1777) — Казахстан, Киргизстан, пд. Сибір, Монголія, Китай, Бутан, Канада, США
- Олень благородний (Cervus elaphus Linnaeus, 1758) — Європа, північ Африки, захід Азії
- Cervus hanglu J. A. Wagner, 1844 — Туркменістан, Казахстан, Узбекистан, Таджикистан, Афганістан, Індія, Китай
- Олень японський (Cervus nippon Temminck, 1838) — Далекий Схід, Китай, Тайвань, Японія, В'єтнам.

Викопні види: †Cervus astylodon, †Cervus grayi, †Cervus sivalensis.
Нерідко до цього ж роду відносять лань, проте це окремий рід родини оленевих — лань звичайна (Dama dama).
Назву «олень» часто поширюють на дуже різні види і роди з родини оленевих, зокрема:
- «північний олень» = Карибу (Rangifer)
- «мускусний олень» = Кабарга (Moschus)
- «андійський олень» = Гемал (Hippocamelus)
- «плямистий олень» = Аксис (Axis) (але не «плямистий» у сенсі Cervus nippon)
- «гавкаючий олень» = Мунтжак (Muntiacus)

та багато інших.

## Роги

Роги велетенського оленя (Cervus megaceros), експонат Уманського краєзнавчого музею

Роги дорослих самців мають не менше 5 відростків, і в багатьох на верхівці рогу утворюється крона. Розміри оленів, що належать до різних підвидів, різко різняться.
У марала та вапіті довжина тіла досягає 250—265 см, висота в загривку 135—155 см і маса 300—340 кг, тоді як у бухарського оленя довжина тіла лише 78—86 см, висота в загривку 56—60 см і маса 75—100 кг.
Так само різняться й роги. У європейських оленів число відростків буває велике внаслідок галуження кінця рогу, де утворюється так звана крона. Роги маралів не утворюють крону, але стовбур їх рогів дуже могутній, товстий і дає 6—7 відростків, з яких найбільший 4-й, і на місці основи 4-го відростка стовбур рогу згинається назад і вниз. У бухарського оленя та інших підвидів з Центральної Азії роги відносно прості, зазвичай з 5 відростками, і поставлені більш-менш прямо. Загальна кількість підвидів благородного оленя 15—18.

## Ареал
Ареал благородного оленя дуже великий. Він поширений по всій Західній Європі на північ до Південної Скандинавії, в Північній Африці (Алжир, Туніс, Марокко), Ірані, Афганістані, Монголії та Південно-східному Китаї, Тибеті, Кашмірі, Сіккімі, Бутані. У Північній Америці населяє велику частину континенту, до Великого Невільничого озера на північ і на південь майже до Каліфорнії та Мексики.

## У культурі
|                                                               |  |  |
| Срібна пам'ятна монета НБУ номіналом 5 грн., присвячена оленю |  |  |

Олень — це сприятливий символ, що асоціюється з Сонцем, сходом, світлом, чистотою, оновленням, відродженням, творенням і духовністю. Завдяки схожості оленячих рогів з гілками образ оленя пов'язаний з Деревом життя. Крім того, роги оленя символізують сонячні промені, родючість. Дорослий олень-самець — сонячна емблема достатку.
Подібно до орла і лева, олень — одвічний ворог змії; символічно він пов'язаний з небом і світлом, тоді як змія асоціюється з ніччю і життям під землею. Олень в сутичці із змією символізує конфлікт позитивного і негативного, світла і тьми.
Як орел і кінь, олень є посередником між небом і землею, посланником богів. На оленях пересувалися хеттські, шумерсько-семітські і синтоїстські божества, олені запряжені у вози Часу і Різдва.
Найхарактерніші ознаки оленя — стрімкість, грація і краса; можливо, тому оленя пов'язують з поезією і музикою. У середньовічному мистецтві на Заході олень символізував самоту і непорочність, а в японській поезії — самота і любовне томління. У китайців означає щастя і довголіття, білий олень-самець символізує Шоу-синя, бога довголіття. Крім того, олень асоціюється з багатством і успіхом, слово «олень» в Китаї співзвучно слову «достаток».
Стародавні мая називали себе Ах-мая, «люди Оленя». Це тварина вважалася головним племінним прапредком і тому священною твариною. Сузір'я Оленя (Козеріг) у мая зв'язувалося з новим роком, черговим етапом в житті. Цього місяця рекомендувалося орієнтуватися тільки на земні турботи. Вважали, що як вдасться прожити місяць активного Оленя, таким буде весь рік. Вважалося, що ті, що народилися цього місяця відрізняються, з одного боку, зв'язком з традиціями, а з іншої — прагненням до нового, до вдосконалення того, що існує. У цей місяць стародавні мая зверталися до жерців за прогнозами або самі займалися пророцтвами.
У кельтів олень — символ Сонця, родючості і життєвих сил, гідності, мужності, швидкості, посередник між світом богів і світом людей. Кельти вірили, що олень — головна тварина в чарівних стадах богів. Роги оленя вважалися символічним відображенням гілок дерева. Відгалуження рогів, як суччя і листя, на деревах вважалися символами відродження і розмноження. Кельтський бог Цернунн, пов'язаний з циклами вмирання і відродження природи, зображався з гіллястими оленячими рогами або з оленем і биком, що стоять у його ніг. У легендах фігурує білий олень, який був для кельтів містичною твариною, що з'явилася на землю з Потойбічного світу і володів даром мудрості та всезнання.
У германо-скандинавській міфології чотири олені щипають листя світового древа Іггдрасілль. Крім того, олень Ейктюрмір («з дубовими кінчиками рогів») і коза Гейдрун їдять його листя, стоячи на даху Вальгалли.
У греко-римській традиції олень — атрибут Артеміди (Діани). Розгніваною Артемідою на оленя був перетворений мисливець Актеон за те, що побачив її під час купання.

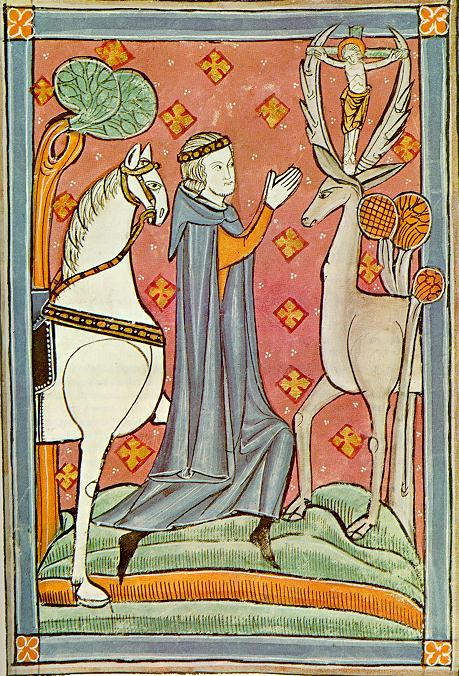
Св. Губерт на мініатюрі із британського рукопису XIII століття

У християнському символізмі олень втілює релігійне натхнення і завзяття, оскільки новонавернені жадали знання «…як олень жадає досягти прохолодного струмка, щоб напитися». Саме у цьому значенні оленя зображають на хрестильних купелях, а також в релігійному живописі — п'ючи біля підніжжя хреста. У християнській іконографії олень, топчучи змію, — емблема християнина боротьби із злом. Деякі святі зображаються з оленем, як їх атрибутом, наприклад олень з розп'яттям між рогами — емблема святого Губерта.
У алхімії олень разом з єдинорогом означають подвійну природу Меркурія, філософську ртуть. Алхіміки бачать в античному міфі про мисливця Актеоне, перетвореному богинею Артемідою в оленя, доказ можливості перетворення металів.
У слов'ян олень вважався уособленням предків. За повір'ями, він умів творити різні дива, говорити людським голосом. У стародавніх колядках олені, як і коні переносять душі померлих в потойбічний світ. Оленя відносили до царствених тварин: він править всіма рогатими тваринами.
Олень використовується у геральдиці як гербова фігура.